# Eusébio de Queirós
Eusébio de Queirós Coutinho Matoso da Câmara (São Paulo de Luanda, 27 de dezembro de 1812 – Rio de Janeiro, 7 de maio de 1868) foi um magistrado e político brasileiro. Foi ministro da Justiça (1848-1852) e, neste cargo, foi o autor de uma das mais importantes leis do império, a Lei Eusébio de Queirós, que reprimia o tráfico negreiro e estabelecia sua posterior extinção, assim como do Código Comercial de 1850 que tem partes vigentes até hoje.

## Família

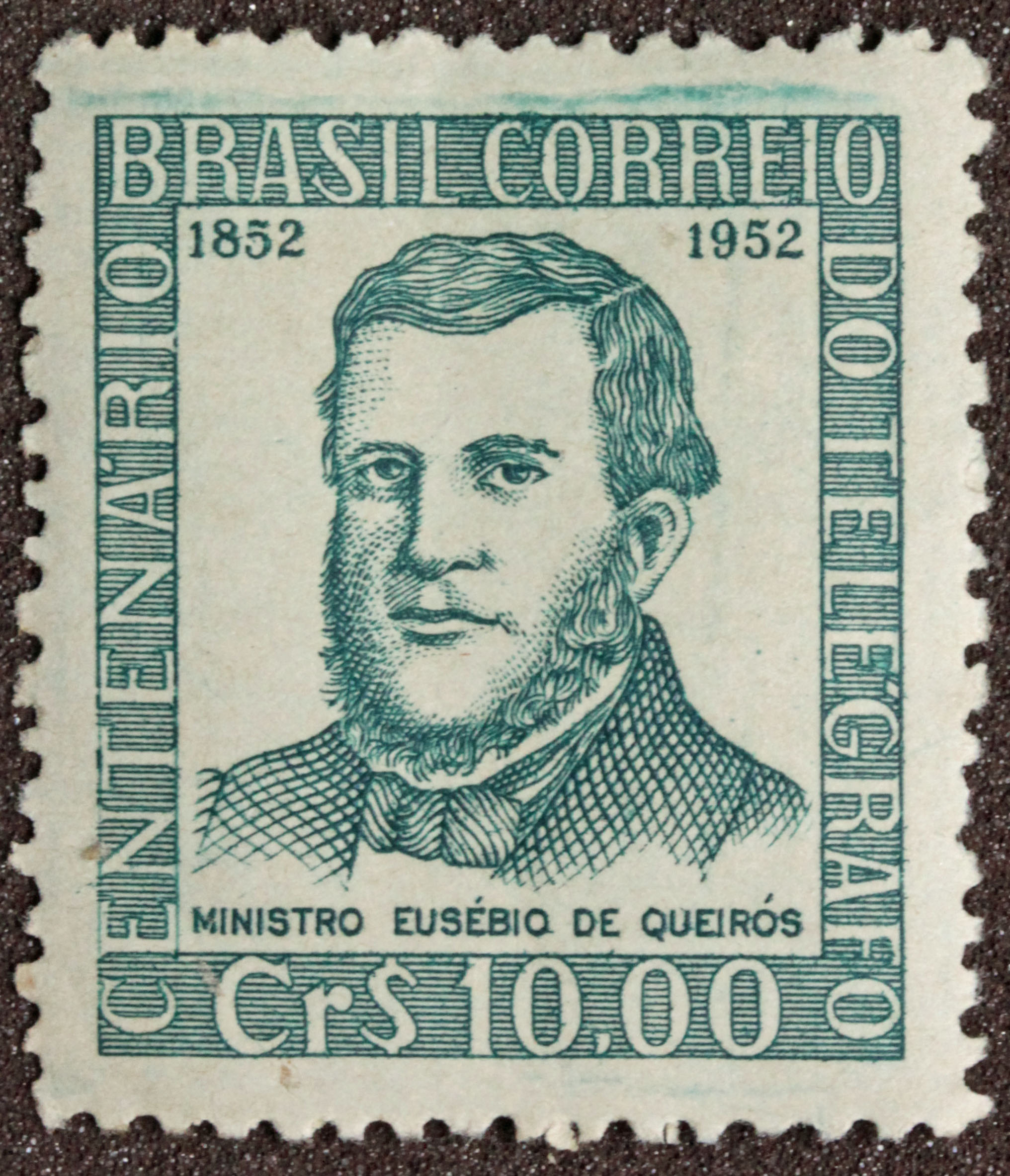
Selo do Centenário do Telégrafo.

Era filho de Eusébio de Queirós Coutinho da Silva e Catarina Matoso de Queirós da Câmara. Seu pai, assim com seu avô, exerceram o cargo de ouvidor-geral da comarca de Angola.
Quando tinha apenas três anos de idade, sua família mudou-se para o Rio de Janeiro, cidade onde estava a corte do príncipe regente de Portugal, futuro rei D. João VI. Seu pai, depois de exercer diversos cargos de juiz, foi eleito representante de Angola às Cortes Portuguesas em 1821, mas logo aderiu ao movimento de Independência do Brasil e fez parte do primeiro corpo de ministros do Supremo Tribunal de Justiça do Brasil.
Casou-se com Maria Custódia Ribeiro de Oliveira de Queirós que era filha do rico capitalista e comendador Manuel José Ribeiro de Oliveira e de Engrácia Maria da Costa Ribeiro Pereira, futura condessa da Piedade (casada, em segundas núpcias, com José Clemente Pereira).
Seu filho Eusébio de Queirós Matoso Ribeiro casou em Quissamã com Raquel Francisca de Castro Carneiro da Silva, filha do seu aliado político José Carneiro da Silva, o primeiro barão e primeiro visconde de Araruama, líder do Partido Conservador do Rio de Janeiro. Seu outro filho, Manuel de Queirós Matoso Ribeiro, casou também em Quissamã com Anna Francisca do Loreto Lima Carneiro da Silva, filha de Manuel Carneiro da Silva, o segundo barão e visconde de Ururaí, a qual também era neta paterna de José Carneiro da Silva, o primeiro barão e visconde de Araruama, e materna do duque de Caxias, Luís Alves de Lima e Silva. Sua filha Catarina de Queirós Matoso Ribeiro casou em São Paulo com o conselheiro Rodrigo Augusto da Silva, filho do aliado político José Manuel da Silva, o Barão de Tietê, líder do Partido Conservador de São Paulo. O conselheiro Rodrigo Augusto da Silva foi autor e co-assinante da lei Áurea.
Foi bisavô de Eusébio de Queirós Matoso Barbosa, grande empreendedor na capital paulista; trisavô do historiador Gilberto de Queirós Matoso, e de dois prefeitos de Quissamã, Arnaldo de Queirós Matoso e Armando Cunha Carneiro da Silva.

## Carreira política

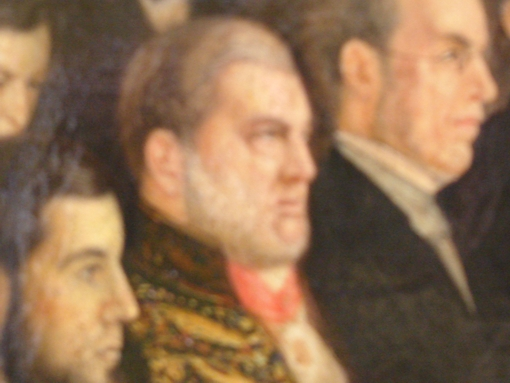
Retratado no quadro "Juramento da Princesa Isabel de 1860", atualmente no Museu Histórico Nacional do Rio de Janeiro.

Eusébio de Queirós graduou-se bacharel em ciências jurídicas e sociais na Faculdade de Direito de Olinda em 1832.
Fazendo parte do Partido Conservador, foi eleito deputado provincial no Rio de Janeiro em 1838. Depois foi eleito deputado geral em 1842 representando o Rio de Janeiro, sendo ainda reeleito para mais quatro legislaturas. Ao lado do Visconde de Itaboraí e do Visconde de Uruguai, compôs a tríade de importantes políticos conservadores apelidada de "Trindade Saquarema" 
Foi Chefe de Polícia no Rio de Janeiro.
Foi ministro da Justiça de 1848 a 1852 no Gabinete Olinda. O cargo, na época, incluía o comando da Guarda Nacional, os Negócios Eclesiásticos (nomeação de bispos, pagamento de padres e bispos) e a nomeação de juízes e delegados.
Foi o autor de uma das mais importantes leis do império, a Lei Eusébio de Queirós, promulgada em 4 de setembro de 1850, que proibia o tráfico negreiro da África para o Brasil. Embora tenham havido leis similares anteriores, foi na sua gestão como ministro da Justiça que o governo brasileiro pela primeira vez atuou com eficácia contra o tráfico de escravos para o Brasil (as leis anteriores foram "para inglês ver"). Como tinha sido Chefe de Polícia no Rio de Janeiro, conhecia cada um dos locais onde se escondiam os africanos contrabandeados. Também tinha boas ligações pessoais com a burguesia carioca que traficava escravos da África. Utilizando suas informações e relacionamentos, atuou com severidade na repressão ao tráfico proibido, de modo que este cessou abruptamente.

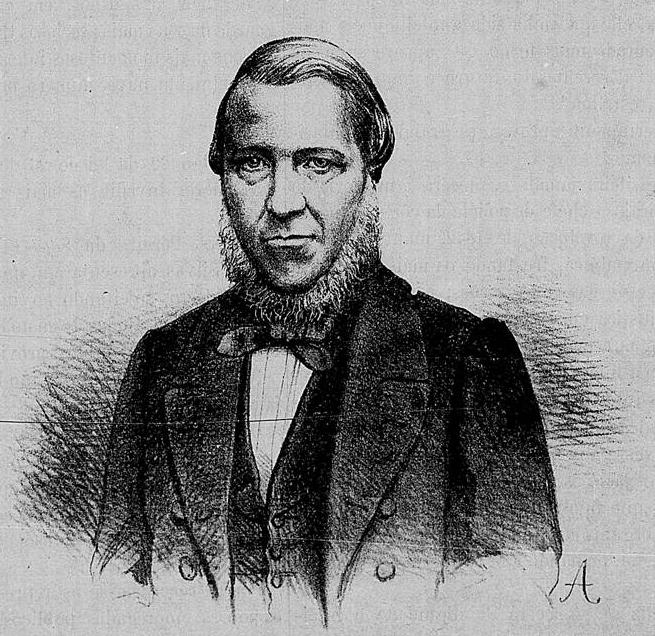
O conselheiro Eusébio de Queirós Coutinho Matoso da Câmara.

Foi o ministro referenciário da lei de 25 de junho de 1850 que promulgou o primeiro Código Comercial do Brasil. Este Código Comercial esteve vigente até 2002 quando o novo Código Civil brasileiro incorporou o Direito Comercial. Até hoje, entretanto, está vigente a parte de Direito Marítimo do Código Comercial de 1850.
Promulgou a Lei de Terras que extinguia a tradicional doação de sesmarias e obrigava que as terras públicas devolutas fossem adquiridas por licitação, mas também impedia que imigrantes recém chegados comprassem terras. Implantou o primeiro sistema penitenciário baseado em leis que houve no Brasil, dedicando longos trechos dos seus relatórios de ministro ao assunto. Contratou com o barão de Mauá a adoção do primeiro serviço de iluminação a gás do Rio de Janeiro.
Depois de ministro, foi juiz, senador (1854) e membro do Conselho de Estado (1855). Foi nomeado ministro do Supremo Tribunal de Justiça por decreto de 1º de março de 1864. Entretanto, o cargo era incompatível com o de Conselheiro de Estado que então exercia. Solicitou então aposentadoria, a qual concedida por D. Pedro II em decreto de 21 de março de 1864. No ano de seu falecimento residia na Rua Santa Teresa nº 9, no Rio de Janeiro. Machado de Assis, em O Velho Senado, o descreveu da seguinte maneira:
| “ | Uma só vez ouvi falar a Eusébio de Queirós, e a impressão que me deixou foi viva; era fluente, abundante, claro, sem prejuízo do vigor e da energia. Não foi discurso de ataque, mas de defesa, falou na qualidade de chefe do Partido Conservador, ou papa; Itaboraí, Uruguai, Saião Lobato e outros eram cardeais, e todos formavam o consistório, segundo a célebre definição de Otaviano no Correio Mercantil. | ” |

| “ | Eusébio de Queirós era justamente respeitado dos seus e dos contrários. Não tinha a figura esbelta de um Paranhos, mas ligava-se-lhe uma história particular e célebre, dessas que a crônica social e política de outros países escolhe e examina, mas que os nossos costumes, — aliás demasiado soltos na palestra, — não consentem inserir no escrito. De resto, pouco valeria repetir agora o que se divulgava então, não podendo pôr aqui a própria e extremada beleza da pessoa que as ruas e salas desta cidade viram tantas vezes. Era alta e robusta; não me ficaram outros pormenores. | ” |

Deu nome ao município de Eusébio no Ceará.

## Galeria
Arquivos sob a guarda do Arquivo Nacional:

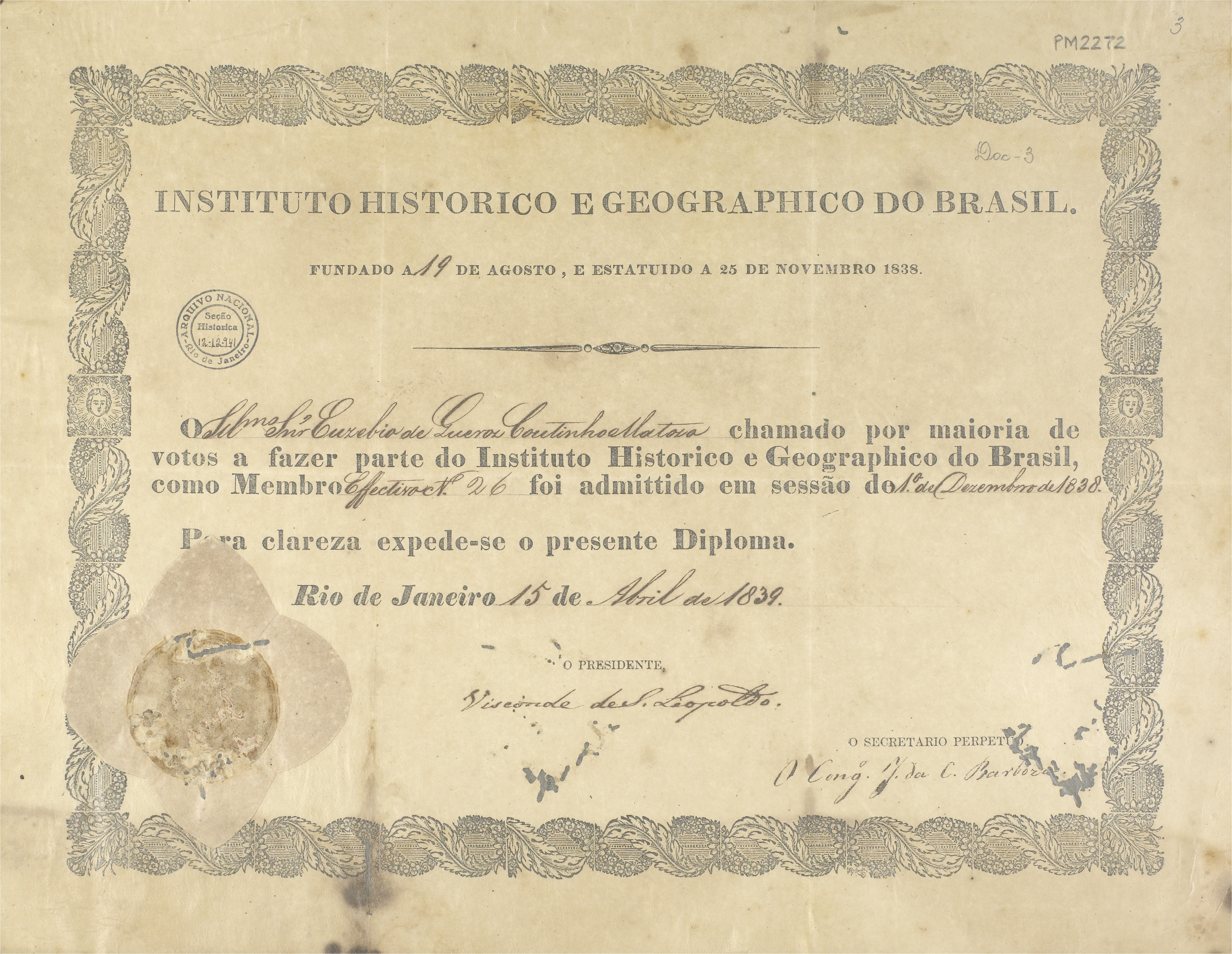
Diploma do Instituto Histórico e Geográfico do Brasil, 1839
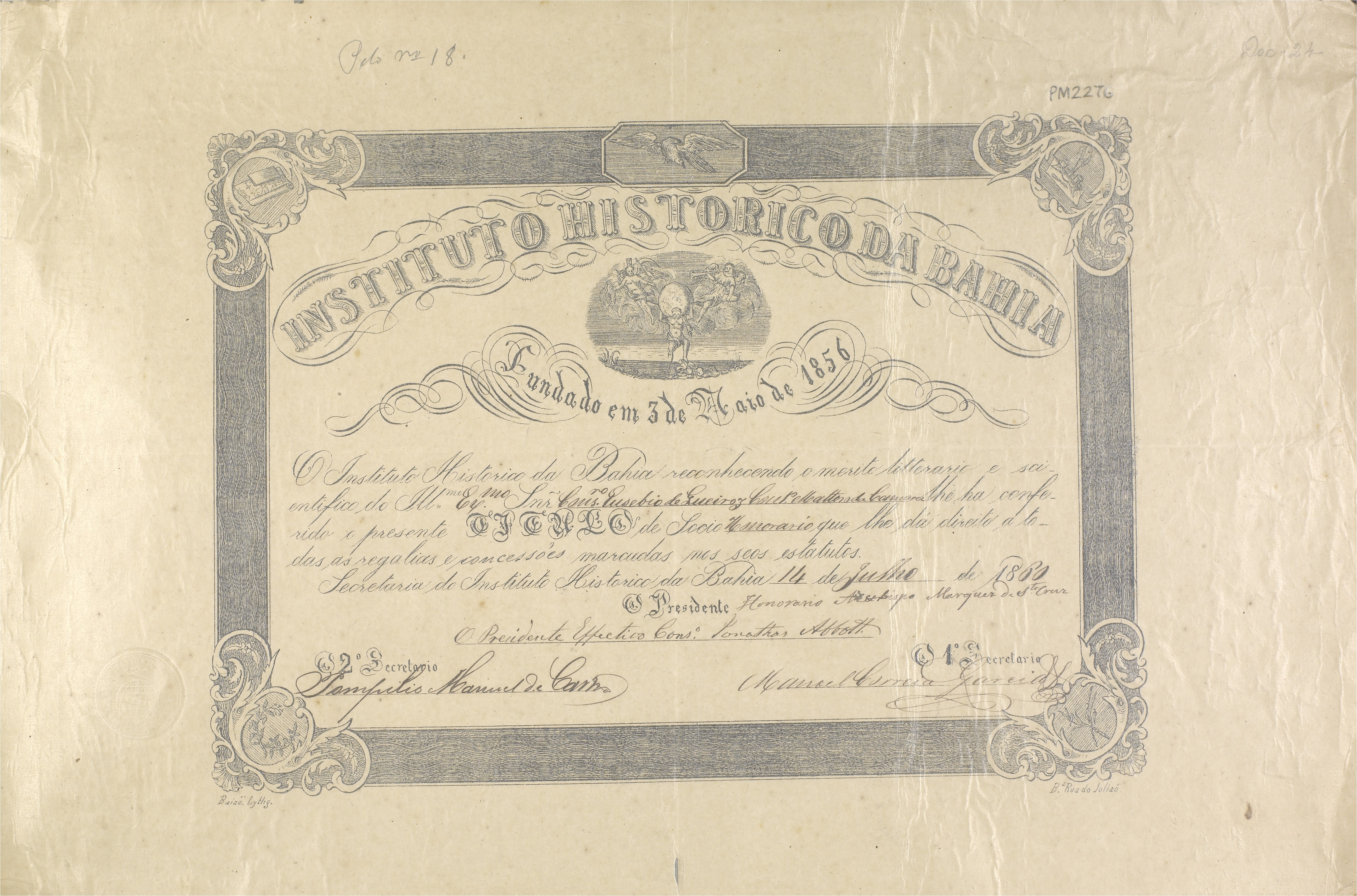
Diploma do Instituto Histórico da Bahia, 1860